# Icke-kommutativ geometri
Den icke-kommutativa geometrin, som infördes av Alain Connes, har haft stort inflytande inom kvantgravitationen och strängteorin. 
Connes menade att den kommutativa lagen inte gällde för vissa operationer i kvantmekaniken och förde därmed in begreppet icke-kommutativ geometri. Han menade även att partikelfysikens standardmodell skulle kunna förstås elegantare med hjälp av termer från den icke-kommutativa geometrin. Den icke-kommutativa geometrin lägger till operationer där den vanliga kommutativa geometrin inte fungerar och genom det får man en utökad tolkning och förståelse i kvantfenomen. Den icke-kommutativa geometrin kan kopplas till kvantgeometrin genom algebraiska operationer, men den kan även i vissa framställanden visa att den är klassisk genom att ħ = 0. Denna deformering visar att den icke-kommutativa geometrins rymd inte är en vanlig rymd och därmed inte lika med ħ. 
Inom strängteorin finns det vissa klasser som har bakgrunder med icke-kommutativa geometrier.